# Uíge
Uíge (fins 1975 Carmona) és un municipi de la província de Uíge, capital provincial. Té una població 493.529 habitants. Es troba a 320 kilòmetres de Luanda. Uíge va ser reanomenada Vila Marechal Carmona en 1955 per l'antic president portuguès Óscar Carmona, reanomenada a només Carmona quan esdevingué ciutat, i canviat a Uíge en 1975. L'ètnia majoritària són els kongo.

## Història
Fou fundada el juliol de 1917 pel capità Manuel Pereira i el comandant Júlio Tomás Berberan. Durant l'ocupació portuguesa va ser un important centre de producció de cafè en la dècada de 1950. La ciutat era el centre neuràlgic de l'activitat dels rebels contra l'ocupació portuguesa. En conseqüència, la ciutat es va enfrontar sovint a combats entre les forces portugueses i el Front Nacional per a l'Alliberament d'Angola (FNLA). Van tenir el pitjor esclat conegut del virus de Marburg en 2005.